# Jakab István (drámaíró)
Galántai Jakab István (Biharkeresztes ekkor még Mezőkeresztes, 1798. október 29. – Budapest, 1876. október 18.) drámaíró, műfordító, dalszerző, publicista, újságíró, a Magyar Tudós Társaság levelező (1833) tagja. Az 1820-as és az 1840-es évek művelődési, színházi és zenei közéletének jeles alakja volt, művészete és közírói munkássága azonban nem bizonyult maradandónak.

## Életútja
Apja Jakab Mihály, református vallású létére a nagyváradi latin szertartású püspökség gazdatisztje volt. 1812-ben Nagyváradra vették fel a retorikai osztályba, ahonnan később az akadémiára iratkozott be. Már diákként foglalkozott a költészettel.
1815-ben a pesti egyetemre ment, ahol Tomcsányi, Szűcs, Hadaly, Keresztury, Szarka és Czinke voltak tanárai. A német nyelvet Haliczkytól tanulta meg. A természetjogot Markovicsnál, az államtudományt pedig Winklernél hallgatta; 18 éves korában bölcseletdoktori szigorlatot tett. Jogi pályáját folytatva a római büntetőjogot Vuchetichnél, a policiát Saxnál, végül az utolsó évben a hazai jogot Grúznál, az egyházjogot pedig Brezanóczynál hallgatta. Alighogy elvégezte próbatételeit, már harmadnapra (1819. augusztus 24.) a királyi ítélőtábla jegyzői közé eskettette föl magát.
1819-től egy esztendeig az ítélőtábla jegyzőjeként dolgozott, majd 1820-tól a Helytartótanács jegyzőkönyvi hivatalának tisztviselője volt. Ügyvédi vizsgáját 1822-ben tette le, 1823 októberétól fogalmazói gyakornokként, 1828-tól fogalmazói rangban, 1836-tól jegyzőkönyvi iktatói beosztásban, majd 1839-től helytartósági titkárként dolgozott a Helytartótanácsban. Az 1840-es években fő feladata a kihirdetett rendeletek és törvények magyar nyelvű kiadásainak felügyelete volt. 1846-ban a galíciai felkelés féken tartására az ország északi részére rendelt királyi biztos, báró Vay Miklós mellé osztották be, majd a kincstár pénzügyi követeléseit kezelő számfejtő bizottság elnöke lett. 1848-tól a Szemere Bertalan vezette belügyminisztérium alkalmazásában állt mint osztálytanácsos és irodaigazgató. A kormány 1849. januári Debrecenbe távozásával Pesten maradt, s a budai polgári közigazgatási bizottság előadója lett. A szabadságharc leverését követően közhivatalaitól megfosztották, s többször állt bíróság előtt. Csakhamar azonban amnesztiát kapott, helytartótanácsosi nyugdíját folyosították, s 1851-től 1860-ig a Reichsgesetzblatt magyar nyelvű kiadásának, az Országos Kormánylapnak fordítójaként és szerkesztőjeként dolgozott. 1860 és 1867 között az újraszervezett Helytartótanács tanácsosaként tevékenykedett, s több fontos kiküldetést teljesített királyi biztosként.
1861-ben Zomborba, az ottani tisztújítás miatt emelt panaszok megvizsgálására királyi biztosul, 1862-ben a beregszászi állami börtönépület megvizsgálására, 1863-ban a Torontál megyében felmerült rendetlenségek megvizsgálására Nagybecskerekre küldeték ismét királyi biztosul. 1866. december 5-én testi ereje fogyatkozása és különösen szemei romlása miatt nyugalmaztatását kérte, melyet 1867. június 11-én meg is nyert. Családi tragédiák is érték; nejét Kapellner Mária, akit 1830. május 1-jén vett nőül, 1850-ben hunyt el; hat fia közül kettőt zsenge korban, kettőt azonban már felnőtten veszített el. Öregsége vigaszául csak két leánya és ezek egyikétől született unokái maradtak. Az akadémia munkásságában legutóbb mint drámabíráló vett részt. Több megyék táblabírája volt.
Hivatali munkája mellett ifjúkorától, az 1820-as–1830-as évektől foglalkozott drámaírással, dalszerzéssel, műfordítással, publicisztikával, újságírással és lapszerkesztéssel.

## Munkássága
Színdarabjait és népszínműveit sikerrel állították színpadra az 1830-as–1840-es években. Falusi lakodalom című komédiájával (1834), valamint Zsarnok apa című drámájával akadémiai különdíjat nyert. Bartay Endre 1839-ben bemutatott A csel című vígoperájához ő írta az első magyar operalibrettót. 1848 és 1852 között a Nemzeti Színház drámabíráló bizottságának tagja volt. Színművek fordítása terén végzett munkássága is jelentős, a Nemzeti Színház mintegy negyven általa fordított darabot vitt színre, többek között Voltaire Alzire, Goldoni A fogadósné és Balzac Eugénie Grandet, Holbein A kétalakú című műveit. Számos opera (Bellini: Beatrice di Tenda; Mercadante: Eskü; Donizetti: Gemma di Vergy és Lucrezia Borgia; Halévy: A zsidó nő; stb.) szövegkönyvét is ő ültette át magyarra. Gondozásában jelentek meg a magyar és nyugat-európai színpadi műveket közreadó Eredeti Játékszín és Külföldi Játékszín című füzetek.
Korának népszerű ének- és dalszerzője volt, nem egy műve folklorizálódott és népdallá vált. Nevhez fűződik az 1848-as budai nemzetőrség Ősi Buda gyermeke, fel, szaporán! című, férfikórusra és zongorakíséretre írt indulója, valamint ő  zenésítette meg a Arany János Nemzetőr-dal (1848) című versét, mely népdallá vált. Tánczenét és néhány komolyzenei darabot is szerzett.
Újságírói tevékenysége 1828-ban indult meg, amikor az Aurora és a Hébé című folyóiratok munkatársa lett. Írásaiban lelkes támogatója volt a honi kultúra felemelkedésének, nagy híve volt az állandó magyar nyelvű pesti színház gondolatának. A Helytartótanács megbízásából már az 1830-as években több népszerű ismeretterjesztő, népművelő munkát fordított vagy írt közegészségügyi és közgazdasági témákban, s főmunkatársa volt az első magyar általános enciklopédiának, a német Conversations-Lexikon alapján szerkesztett Ismerettárnak.

## Társasági tagságai és elismerései
1833-ban a Magyar Tudós Társaság levelező tagjává választották, 1833-tól két éven át ő látta el a játékszíni bizottság jegyzői tisztét.

## Főbb művei
Színdarabjai
- Búcsúzó dal, 1828.
- Falusi lakodalom, vígjáték, bemutató: Buda, 1835.
- Zsarnok apa, dráma, bemutató: Buda, 1836.
- Izabella, dráma.
- A rózsaünnep, zenés népszínmű, bemutató: Pest, 1860.

Publicisztikái
- Miképpen lehetne a magyar játékszínt Budapesten megalapítani? Pest, 1834.
- Dühös állatok marását és veszettségét távoztató orvosi közbátorsági rendeletek. Buda, 1836.
- Oktatás a marhadögről. Buda, 1836.
- Pestis elleni közbátorsági rend. Buda, 1837.
- Utasítás, mikép kell világtalan gyermekekkel csecsemő koruktól kezdve czélszerűleg bánni. Buda, 1838.
- Magyar nyugpénzintézet alapszabályai. Buda, 1838.
- Marhavész elleni gyógymód. Buda, 1839.
- Az osztrák császár és a szicziliai király közötti kiviteli s vámszerződés. Buda, 1844.